# Sabbatino z Asyżu
Sabbatino z Asyżu OFM (zm. 2 lutego 1251 w Rzymie) – włoski franciszkanin, towarzysz św. Franciszka z Asyżu.

## Życiorys
Sabbatino, podobnie jak św. Franciszek, pochodził z Asyżu w Umbrii. Według tradycji był czwartym w kolejności towarzyszem Franciszka, decydując się na przyłączenie się wspólnoty po: Bernardzie di Quintavalle, Pietro Cattanim i Idzim. Był w grupie z Morico i Giovannim de Capellą, którzy poprosili o przyjęcie po pierwszej wyprawie misyjnej franciszkanów do Marchii Ankońskiej i Toskanii. Przebywał razem z Biedaczyną w Rivotorto i u Matki Bożej Anielskiej w Porcjunkuli. Był świadkiem kazań i znaków dokonywanych przez fundatora swojego zakonu. Sabbatino brał udział w wyprawie misyjnej po Kapitule Zielonych Świątek w 1219. W 1220 wrócił do Asyżu. Po śmierci Franciszka został wysłany do Rzymu. Przebywał we wspólnocie na Kapitolu (obecnie Bazylika Matki Bożej Ołtarza Niebiańskiego), gdzie zmarł w opinii świętości 2 lutego 1251. Pochowany w pobliżu ołtarza we wnętrzu bazyliki na Ara coeli w Rzymie.
| Informacja                                     | Źródło                               |
| ---------------------------------------------- | ------------------------------------ |
| przybył do św. Franciszka z dwoma towarzyszami | Relacja trzech towarzyszy, rozdz. IX |
| modlił się na uboczu w Porcjunkuli jak inni    | Relacja trzech towarzyszy, rozdz. X  |